# اصطحبني للمنزل الليلة (فلم)
ْإصطحبني للمنزل الليلة هو فيلم أمريكي رجعي كوميدي تم انتاجه عام 2011 من إخراج مايكل داوس ‏ والفيلم بطولة توفر غريس وآنا فارس. قبل إطلاق الفيلم، كان عنوان الفيلم الشباب الأميركيين Young Americans و الأطفال في أمريكا Kids in America كتب سيناريو الفيلم جاكي وجيف فيليغو، المؤلفان السابقان في السيتكوم التليفزيونية "عرض السبعينيات" ، الذي كان فيه غريس ممثلاً فيه.
بدأ تصوير الفيلم في الأسبوع في 19 فبراير 2007،  في فينيكس ، أريزونا. تلقى الفيلم عرضه الأول ترحيب واسع في 4 مارس 2011.
أغنية البداية الخاصة بالفيلم تحت اسم Eddie Money لعام 1986 التي تحمل نفس الاسم، والتي تم تشغيلها أيضًا في المقطع الدعائي للفيلم وعلى شاشة قائمة إصدارات Blu-Ray و DVD. على الرغم من وجود نفس الاسم، فإنه لا يظهر فعليًا في الفيلم.

## قصة الفيلم
مات فرانكلين هو خريج معهد ماساتشوستس للتكنولوجيا حديثًا يعمل في أحد متاجر لوس أنجلوس في شركة صنكوست فيديو ‏ في عام 1988 أثناء محاولته اكتشاف ما يريد فعله بحياته، وهو الأمر الذي جعل والده ينفد صبره. أثناء عمله يومًا ما، الفتاة التي كان مات معجب بها في الثانوية التي تدعي توري فريدريك، دخلت إلى المتجر. بعد ان تظاهر بأنه لا يعمل هناك وقول لها بإنه يعمل في يعمل في شركة جولدمان ساكس في محاولة لإقناعها، يدعو توري مات لحضور حفل عيد العمال، الذي استضافه كايل ماسترسون، صديق شقيقته التوأم، مات في منزله بجانب التل.
في وقت لاحق من تلك الليلة، توجه «مات» و «ويندي» وصديقه المفضل «باري ناثان» إلى الحفلة. أثناء القيادة، يسرق باري سيارة مرسيدس بنز المكشوفة الجديدة من وكالة بيع السيارات التي أطلقها في وقت مبكر من ذلك اليوم، مبررًا تصرفاته بالقول إن مات يحتاج إلى سيارة قابلة للتحول إذا أراد حقًا إقناع توري. الثلاثي يصل في الحفلة. أثناء تواجده هناك، يلاحق مات زميلًا قديمًا (يعمل في الواقع لدى جولدمان ساكس) ثم يحاول أن يجتذب توري. باري يشرب بعض الكوكايين الذي وجده في صندوق قفازات السيارة المكشوفة المسروقة ويتورط في مسابقة رقص، صديق ويندي يطلب يدها للزفاف أمام الجميع في الحفلة. تقول له نعم، هذا أغضبت مات، الذي لا يعتقد بأن كايل سيدعمها في حلمها للالتحاق بكلية الدراسات العليا بجامعة كامبريدج. توري تدعو مات وباري في النهاية إلى حفلة أخرى يستضيفها رئيسها في بيفرلي هيلز. أخذ مات توري هناك في سيارة مرسيدس، بينما يجوب باري مع صديقيه في سيارة أخرى، مستخدم الكوكايين كإغراء للسماح له بالمضي قدماً. يدخل باري في لقاء جنسي مع امرأة كبيرة في السن بينما يواصل مات وتوري الاختلاط ببعضهما البعض، بعد نجاح مات في «التخلص» من رئيس توري، وهو متحرش جنسي. يتركون الحفلة للذهاب إلى الفناء الخلفي للجيران حيث يقفزون على الترامبولين، ويلعبون لعبة الحقيقة أو التحدي، وينتهي بهم الأمر بممارسة الجنس.
وفي الوقت نفسه، تقرأ ويندي خطاب قبولها غير المفتوح من جامعة كامبريدج مع كايل، وتم كشف أنها لم تقبل. كايل يبدو انه مرتاح بشكل واضح، في حين أن ويندي غاضبة بشكل واضح. يعترف مات لتوري بأنه لا يعمل في شركة جولدمان ساكس. تنزعج توري بشدة من انه خدعها، وتعود إلى حفلة رئيسها، تاركة مات نادماً بشدة علي فعلته. يجد مات باري هناك ويغادران الحفلة، ومات يخبر باري كيف أخبر توري الحقيقة عن وظيفته. باري يعترض علي فعلته لعدم محاولتة بالتمتع لليلة واحدة فقط ويحاول تخفيف حالته المزاجية من خلال تقديم مات الكوكايين، على الرغم من قيادته للسيارة. مات يبدا في الشعور بالضعف ومن ثم شم الكوكايين، لكن ينتهي به الأمر إلى قيادة السيارة المكشوفة من الطريق إلى حفرة. تصل سيارة الشرطة وتبين أن الشرطة الذين في السيارة هما والد مات وشريكه. يشعر والد مات بخيبة أمل بالفعل بسبب عدم رغبة مات في اختيار المسار الوظيفي الصحيح، فإن السيد فرانكلين يدمر سيارة المتحولة أكثر كوسيلة لإكراه مات للحصول على وظيفة أفضل من أجل سداد الأضرار. يأخذ مات وباري إلى الحجز، لكنه يتيح لهم الخروج في الحي مع تحذير. يعتذر مات لوالده لكونه ولد عاق وفاشل، والذي يرد عليه والده بأنه لم يحاول أبدًا أن ينجح، فهو في الواقع أقل من الفاشل. ثم، بنبرة أقل تناسقًا، يشجع مات على التقاط أي شيء في الحياة.
مع العلم أن توري تركت سيارتها في الحفلة، فإن مات وباري في طريقهما إلى هناك، حيث توضع الرهانات على من «يركب الكرة»، وهي كرة عملاقة من الصلب يدخلها ويركبها شخص ما بينما يتدحرج أسفل التل (صرح والد مات بأنه لم يفعل أحد منذ أن كان هو نفسه طفلاً). يجد مات توري في الحفلة ويحاول الاعتذار لها، لكن توري لا ترغب في مسامحته. وشعر بأنه ليس لديه ما يخسره، مات تطوع «لركوب الكرة». عندما يقوم بالارتداد إلى أسفل المنحدر، يصطدم بالعديد من السيارات المتوقفة ويطير في النهاية فوق أحد السدود قبل الهبوط في حوض سباحة في الفناء الخلفي. يغرق مات تقريبًا عندما تغرق الكرة، لكنه يفلت في الوقت المناسب. باري يهرع إلى مكان الحادث ويمشي مع مات في اتجاه الحفلة، ويلتقي مع ويندي وتوري، الذين يشعرون بالسعادة لاكتشاف أنه لم يقتل. تعتذر مات لتوري، وتغفر له بعد أن تظاهرت بأنها أقل اهتماما به ومن ثم تعطيه رقم هاتفها. كل الأربعة يعودون إلى الحفلة، التي بدأت تنتهي مع اقتراب الفجر. جميع الذين ما زالوا هناك «يصيح» في عودة مات الناجحة.
ويندي، بعد أن أدركت أن مات كان على حق طوال الوقت، تنهي الخطبة وتنفصل عن كايل، الذي يعاني من انهيار شديد. يفكر في مستقبله مع فتاة قوطية التقى بها في الحفلة، أخبرها باري أنه ربما يجب أن تذهب إلى الكلية. في الخارج، وهي تغادر الحفلة، مات يقبل توري ويودعها
. يظهر والد مات وهو يتفقد المشهد حيث تم العثور على الكرة الفولاذية. يجد علامة صنكوست فيديو ‏ مكتوب عليها اسم مات تطفو في حوض السباحة، ويتباهى بفخر. باري يخرج من منزل الحفلات، وهو الآن في حالة يرثى لها، للقاء ويندي ومات، الذي يسأل «من يريد الفطور؟»، ويغادرالثلاثة معاً وقت الشروق.

## طاقم التمثيل
- توفير جريس باسم ماثيوز «مات» فرنكلين
- آنا فارس بدور ويندي فرانكلين
- دان فوغلر في دور باري ناثان
- تيريزا بالمر بدور توري فريدركينج
- كريس برات في دور كايل ماسترسون
- مايكل بين دور بيل فرانكلين
- لوسي بانش بدور شيلي
- ميشيل تراختنبرغ في دور اشلي
- ديمتري مارتن في دور كارلوس
- مايكل إيان بلاك في دور بيت بيرنغ
- جينيفر جودوين في دور بانكي
- بوب أودينكيرك دور مايك
- انجي ايفرهارت في دور تريشا اندرسون
- إدوين هودج في دور برايس
- كانديس كروسلاك في دور آلاي
- ناتالي كيلي في دور بيت
- روبرت هوفمان في دور تايلر «آلة الرقص» جونز
- ريان بيتيل في دور ريك هيرنجتون
- سيث جابل في دور برنت تفورد

## إنتاج
اكتمل التصوير الرئيسي في عام 2007، لكن يونيفرسال ستوديوز قامت بتجميد الفيلم حتى إصداره المسرحي عام 2011. نشر Topher Grace أن إصدار الفيلم تأخر عندما لم يكن الاستوديو يعرف كيفية التعامل مع فيلم كوميدي للشباب والترويج له مع صور عن تعاطي الكوكايين، لأن الدواء كان بارزًا في الثمانينات.
ظل الإصدار متأخراً حتى حصلت شركة Rogue التابعة لشركة Relativity Media على الفيلم من شركة Universal Pictures مقابل 10 ملايين دولار.  كان الفيلم يحمل عنوان «الشباب الأمريكي والاطفال في أمريكا» ، وهما عنوانان للأغاني الشعبية لديفيد بوي وكيم وايلد.
في 3 مارس 2011، أثناء إجراء مقابلة مع برنامج Ryan Seacrest للإذاعة 102.7 KIIS FM ، أعلن Topher Grace للمتسابق الأمريكي المعبود السابق كريس مدينا أن 1٪ من إيرادات شباك التذاكر للفيلم سيتم التبرع بها لرعاية خطيبة مدينا المصابة، جوليانا راموس. شاركت جوليانا في حادث سيارة خطير في عام 2009 وعانت من إصابة في الدماغ. تم متابعة قصتها على نطاق واسع في جميع أنحاء البلاد منذ ظهور مدينا على أمريكان أيدول .

## إطلاق سراح
تم إصدار الفيلم في الولايات المتحدة في 4 مارس 2011. أطلقت Relativity مقطع فيديو للفيلم في ديسمبر 2010.

### شباك التذاكر
خذني إلى المنزل الليلة كان تخبط شباك التذاكر. ظهر الفيلم في المرتبة رقم 11، حيث حصل على 3464,679 دولار خلال عطلة نهاية الأسبوع الافتتاحية في 2,003 مسارح في أمريكا الشمالية. حقق الفيلم 6,928,068 دولار في أمريكا الشمالية، وفشل في تعويض ميزانيته البالغة 19 مليون دولار.

### استجابة نقدية
خذني إلى الصفحة الرئيسية الليلة، تلقى مختلطًا عمومًا إلى آراء سلبية من نقاد السينما. في Rotten Tomatoes ، حصل الفيلم على نسبة تأييد شاملة تبلغ 28٪، بناءً على 115 تقييمًا، بمعدل متوسط 4.6 / 10. يقول الإجماع الناقد للموقع: «إنه يحتوي على حلاوة ساحرة حوله، لكن Take Me Home Tonight ليس مضحكا أو أصلي بما يكفي للارتقاء إلى مستوى الكوميديا التي تثيرها». في Metacritic ، حصل الفيلم على 42 درجة من أصل 100، استنادًا إلى 38 نقادًا، مما يشير إلى «مراجعات مختلطة أو متوسطة».
كتب بيتر ترافرز من رولينج ستون أن «Take Me Home Tonight لديه ما يكفي من روح القلب والرجعية لحمل الخط قبل أن يولد الألفة ازدراء». أشاد النقاد بالأدلة وشعروا أن الفيلم كان مثيراً لليأس، لكنه لم يكن أصليًا أو مضحكًا. وصفت صحيفة ديلي ميل في لندن الفيلم بأنه «كوميديا أمريكية خالية من الضحك» و «غير جذابة بلا هوادة». كتب ديفيد دينبي من مجلة نيويوركر أن «(Topher) Grace له علاقة به، والممثلة الأسترالية الشابة بالمر جميلة وواضحة، والكاتب والمخرج الكندي مايكل داوس يدير حركة المرور الوفيرة بشكل جيد.» 
أعطى كولين كوفرت من مينيابوليس ستار تريبيون الفيلم 3 من أصل 4 نجوم، وكتب أن الفيلم هو «كيس من الكمامات الرابحة الفائز، ويجمع بين shtick المادية يسير بخطى سريعة مع سيناريو ذكي. هناك رومانسي فترة هجاء الكوميديا و» جاكاس«المثيرة على غرار. . . Take Me Home Tonight هي كبسولة زمنية من ذروة جون هيوز وكاميرون كرو، في وقت سمحت فيه الكوميديا لشخصياتها بأن تكون إنسانية وروح الدعابة.» 
منذ إطلاقه على الفيديو المنزلي، استمر الفيلم في تطوير قاعدة كبيرة من المعجبين، مدفوعة إلى حد كبير بمشجعي أفلام المراهقين في الثمانينات. [بحاجة لمصدر]

### الجوائز
جوائز اختيار المراهقين
- 2011 - الاختيار ممثلة الفيلم: كوميديا لآنا فارس (مرشح)

تم إصدار قرص DVD و Blu-ray في 19 يوليو 2011. تتضمن نسخة Blu-ray نسخة رقمية.

## روابط خارجية
- مقالات تستعمل روابط فنية بلا صلة مع ويكي بيانات
- الموقع الرسمي
- خذني إلى المنزل الليلة في ثيابوليس